# Високопільська селищна рада
Високопі́льська се́лищна ра́да — адміністративно-територіальна одиниця та орган місцевого самоврядування в Бериславському районі Херсонської області. Адміністративний центр — селище міського типу Високопілля.

## Загальні відомості
Високопільська селищна рада утворена в 1957 році.
- Територія ради: 97,141 км²
- Населення ради: 5 770 осіб (станом на 2001 рік)

## Населені пункти
Селищній раді підпорядковані населені пункти:
- смт Високопілля
- с. Князівка
- с. Потьомкине
- с. Тополине

## Склад ради
Рада складається з 30 депутатів та голови.
- Голова ради: Застава Руслан Миколайович
- Секретар ради: Кучмяк Ганна Антонінівна

### Керівний склад попередніх скликань
| Прізвище, ім'я, по батькові       | Основні відомості                                                       | Дата обрання | Дата звільнення |
| --------------------------------- | ----------------------------------------------------------------------- | ------------ | --------------- |
| Федоренко Олександр Володимирович | Селищний голова, 1959 року народження, член Української Народної Партії | 22.08.2006   | 01.02.2008      |
| Камінська Марія Леонідівна        | Селищний голова, 1965 року народження, позапартійна                     | 03.05.2009   | 31.10.2010      |
| Застава Руслан Миколайович        | Селищний голова, 1968 року народження, освіта вища, безпартійний        | 31.10.2010   |                 |

Примітка: таблиця складена за даними сайту Верховної Ради України

### Депутати
За результатами місцевих виборів 2010 року депутатами ради стали:

#### За суб'єктами висування
| Суб'єкт висування                                       | Кількість обраних депутатів | %    |
| ------------------------------------------------------- | --------------------------- | ---- |
| Партія регіонів                                         | 12                          | 40   |
| Політична партія Всеукраїнське об'єднання «Батьківщина» | 6                           | 20   |
| Народна партія                                          | 5                           | 16,7 |
| Самовисування                                           | 4                           | 13,3 |
| Політична партія «Наша Україна»                         | 2                           | 6,7  |
| Комуністична партія України                             | 1                           | 3,3  |

#### За округами
| № округу                                                | Прізвище, ім'я, по батькові       | Дата визнання обраним | Освіта             | Партійна приналежність                        | Відомості про обраного депутата                                             |
| ------------------------------------------------------- | --------------------------------- | --------------------- | ------------------ | --------------------------------------------- | --------------------------------------------------------------------------- |
| Комуністична партія України                             |                                   |                       |                    |                                               |                                                                             |
| 30                                                      | Тернавська Світлана Владиславівна | 01.11.2010            | середня            | член Комуністичної партії України             | Малошестірнянське відділення зв'язку, листоноша                             |
| Народна Партія                                          |                                   |                       |                    |                                               |                                                                             |
| 10                                                      | Ясінська Тамара Миколаївна        | 01.11.2010            | вища               | член Народної партії                          | пенсіонер                                                                   |
| 11                                                      | Волкова Ольга Валеріївна          | 01.11.2010            | вища               | член Народної партії                          | ФВАТКБ «Надра Банк», мененджер                                              |
| 21                                                      | Шунда Наталя Володимирівна        | 01.11.2010            | середня            | член Народної партії                          | Прийомна сім'я, вихователь                                                  |
| 24                                                      | Кучмяк Ганна Антонівна            | 01.11.2010            | середня            | член Народної партії                          | Дитячий будинок сімейного типу, вихователь                                  |
| 27                                                      | Хижняк Тетяна Павлівна            | 01.11.2010            | середня            | член Народної партії                          | Високопільська селищна рада, секретар                                       |
| Партія регіонів                                         |                                   |                       |                    |                                               |                                                                             |
| 5                                                       | Пивоваров Олександр Анатолійович  | 01.11.2010            | вища               | член Партії регіонів                          | Архівний відділ Високопільської районної державної адміністрації, начальник |
| 7                                                       | Кузя Володимир Федорович          | 01.11.2010            | середня спеціальна | член Партії регіонів                          | пенсіонер                                                                   |
| 9                                                       | Куриленко Петро Миколайович       | 01.11.2010            | вища               | член Партії регіонів                          | приватний підприємець                                                       |
| 14                                                      | Ратушна Галина Іванівна           | 01.11.2010            | вища               | позапартійна                                  | Високопільська дитяча музична школа, вчитель                                |
| 15                                                      | Позняк Григорій Васильович        | 01.11.2010            | вища               | член Партії регіонів                          | приватний підприємець, ПП «Позняк»                                          |
| 16                                                      | Сологуб Світлана Андріївна        | 01.11.2010            | вища               | член Партії регіонів                          | тимчасово не працює                                                         |
| 17                                                      | Мельников Олександр Олександрович | 01.11.2010            | вища               | член Партії регіонів                          | Високопільський районний вузол зв'язку, системний організатор               |
| 18                                                      | Ланевич Світлана Валентинівна     | 01.11.2010            | вища               | член Партії регіонів                          | тимчасово не працює                                                         |
| 23                                                      | Строганова Наталя Анатоліївна     | 01.11.2010            | середня спеціальна | позапартійна                                  | ПП ім. Шевченка, бухгалтер                                                  |
| 25                                                      | Шмирук Володимир Петрович         | 01.11.2010            | середня спеціальна | член Партії регіонів                          | тимчасово не працює                                                         |
| 26                                                      | Борис Олена Миколаївна            | 01.11.2010            | середня спеціальна | член Партії регіонів                          | пенсіонер                                                                   |
| 28                                                      | Алабушев Денис Геннадійович       | 01.11.2010            | вища               | член Партії регіонів                          | Управління районної державної ветеринарної медицини, начальник              |
| Політична партія Всеукраїнське об'єднання «Батьківщина» |                                   |                       |                    |                                               |                                                                             |
| 4                                                       | Миценко Світлана Миколаївна       | 01.11.2010            | вища               | член Всеукраїнського об'єднання «Батьківщина» | загальноосвітня школа-інтернат «Високопільська гімназія», вчитель           |
| 6                                                       | Ковбель Ольга Львівна             | 01.11.2010            | вища               | член Всеукраїнського об'єднання «Батьківщина» | пенсіонер                                                                   |
| 8                                                       | Веселовський Сергій Володимирович | 01.11.2010            | вища               | член Всеукраїнського об'єднання «Батьківщина» | ТОВ «Заготзерно», заступник директора                                       |
| 12                                                      | Коваленко Володимир Сергійович    | 01.11.2010            | вища               | позапартійний                                 | фермерське господарство «Стимул», голова                                    |
| 22                                                      | Лисенко Олена Миколаївна          | 01.11.2010            | середня спеціальна | член Всеукраїнського об'єднання «Батьківщина» | Високопільський Будинок культури, директор                                  |
| 29                                                      | Тимошенко Галина Миколаївна       | 01.11.2010            | середня            | член Всеукраїнського об'єднання «Батьківщина» | Потьомкинське відділення поштового зв'язку, начальник                       |
| Політична партія «Наша Україна»                         |                                   |                       |                    |                                               |                                                                             |
| 2                                                       | Гончаренко Наталя Вікторівна      | 01.11.2010            | середня спеціальна | позапартійна                                  | Високопільська райспоживспілка, голова                                      |
| 19                                                      | Шишка Наталя Юріївна              | 01.11.2010            | вища               | позапартійна                                  | Високопільське управління пенсійного фонду, заступник начальника            |
| Самовисування                                           |                                   |                       |                    |                                               |                                                                             |
| 1                                                       | Фурсенко Тетяна Анатоліївна       | 15.11.2010            | незакінчена вища   | позапартійна                                  | тимчасово не працює                                                         |
| 3                                                       | Назаренко Марина Олексіївна       | 09.01.2011            | незакінчена вища   | позапартійна                                  | приватний підприємець                                                       |
| 13                                                      | Данець Василь Іванович            | 01.11.2010            | вища               | позапартійний                                 | тимчасово не працює                                                         |
| 20                                                      | Осадчий Володимир Станіславович   | 09.01.2011            | вища               | позапартійний                                 | приватний підприємець                                                       |